# Rhyncharrhena linearis
Rhyncharrhena linearis là một loài thực vật có hoa trong họ La bố ma. Loài này được (Decne.) K.L. Wilson miêu tả khoa học đầu tiên năm 1980.